# Martel Schwichtenberg
Justine Adele Martha Schwichtenberg, dite Martel Schwichtenberg, née le 5 juillet 1896 à Hanovre (Basse-Saxe) et décédée le 30 juillet 1945 à Sulzburg (Bade-Wurtemberg), est une femme peintre et graphiste allemande.

## Biographie
Justine Adele Martha Schwichtenberg naît d’un père fonctionnaire et fils d’agriculteur poméranien, Alvin Gustav Schwichtenberg, et d’une mère pharmacienne, Justine Brevers. Grâce au soutien de sa mère qui la pousse à étudier, elle fréquente le lycée de Hanovre. Elle déménage ensuite à Düsseldorf avant d'obtenir son diplôme. C’est probablement le tableau « Reformationsschwur » de Ferdinand Hodler, qu’elle a vu en 1913 au Nouvel Hôtel de Ville de Hanovre, qui l’a incitée à se diriger vers des études artistiques. A à peine 21 ans, après des études à la Kunstakademie de Düsseldorf, son œuvre est exposée au Musée Folkwang de Hagen, à l'époque métropole provinciale de l'art moderne. Son « Zinnober-Mappe » (actuellement exposé au Musée d’art et d’histoire de Basse-Saxe) fait particulièrement date et elle est soutenue par le mécène Karl Ernst Osthaus, qui lui fait rencontrer d'autres artistes avant-gardistes tels que Christian Rohlfs, l'un des principaux expressionnistes allemands, et la sculptrice Milly Steger, qui a fait scandale par son exposition de nus féminins sur la façade du théâtre de Hagen et par ses apparitions publiques coiffée à la garçonne et habillée en costume cravate. Très admirative, la jeune peintre adopte un style similaire. La même année, en 1917, Schwichtenberg devient l’associée de l'architecte Bernhard Hoetger, avec qui elle élabore les plans du grand projet de Hermann Bahlsen : la ville TET (un district complet aménagé de manière artistique avec un complexe d’usines, un bâtiment administratif, des appartements pour les employés et des institutions culturelles). Le projet ne vit finalement jamais le jour, mais Martel Schwichtenberg continua à travailler pour Bahlsen les années suivantes, concevant pendant près de trente ans de nombreux objets promotionnels, affiches et emballages pour les produits de l'entreprise (gâteaux, biscuits). Ses dessins originaux pour les produits et campagnes publicitaires sont l’un des premiers exemples de « corporate design ». En parallèle, elle crée des vitraux et des peintures murales expressives et colorées pour les nouveaux bâtiments de style Art Nouveau de l'usine de Hanovre. En 1918, elle visite la colonie d’artistes Worpswede.
Au cours des années 1920, elle intègre dans son travail les influences artistiques graphiques du mouvement expressionniste die Brücke et est soutenue par Max Pechstein et Karl Schmidt-Rottluff. Sécurisée financièrement par un contrat solide avec Bahlsen, elle crée son propre atelier à Berlin-Charlottenburg en 1920 et rejoint l’Union de l’œuvre allemande (Deutscher Werkbund) ainsi que le groupe révolutionnaire expressionniste de novembre (Novembergruppe). Son cercle d'amis comprend Emy Roeder, l'une des principales représentantes de l'expressionnisme sculptural. Elle se renomme à partir de ce moment-là Martel, du nom d’une marque de cognac française réputée, et épouse en janvier 1920 son collègue peintre Willy Robert Huth (1890-1977), avec qui elle divorcera trois ans plus tard.
En Poméranie, où elle passe plusieurs étés sur les bords de la mer Baltique, elle capture la dure vie de paysannes et de pêcheurs au moyen de puissantes eaux-fortes et gravures sur bois (tels que Zwei sitzende alte Frauen, 1921 et Kartoffelleserinnen, 1922), qui rappellent l’œuvre de Paula Modersohn-Becker. En 1922, la Galerie Ferdinant Möller à Berlin publie le dépliant « Pommern Frauen » et en 1923, la Kestner-Gesellschaft de Hanovre publie sous forme de portfolio graphique Aus Pommern, reflet de ses fréquents voyages dans la région. Elle fait également d’autres voyages, notamment en Italie en compagnie de Wilhelm et Caecilie Valentiner, au cours desquels elle réalise des peintures de plus en plus claires et flatteuses, en deux dimensions, avec une vaste série de natures mortes lumineuses de fleurs et de fruits (comme Stillleben mit Mohnblumen, 1922 et Stillleben, 1933). Elle remporte son plus grand succès auprès du public à la fin des années 20 grâce aux portraits de ses amis de la scène artistique berlinoise (notamment Tilla Durieux, Herwarth Walden, Valentiner, Barlach, Alfred Flechtheim), peints à la manière de la Nouvelle Objectivité. En 1929, elle participe à l'exposition « La femme d'aujourd'hui », organisée par l'Association des femmes artistes de Berlin (Verein der Berliner Künstlerinnen). La même année, elle expose son travail à New York au Museum of modern Art, mais aussi à Détroit, Chicago et Londres, et l’année suivante dans de grandes galeries berlinoises, dont celle de Flechtheim à Lützowufer.
En 1932, elle passe plusieurs mois à Saint-Tropez, où elle rencontre Kurt Wolff, Walter Hasenclever, René Schickele et Colette. À la fin de l’année, elle vend sa maison à Berlin-Grunenwald et émigre au début de l’année 1933 en Afrique du Sud, où elle crée un atelier de poterie à Johannesbourg avec son ami Franz Wilhelm Goldschmidt. Malgré la distance géographique, elle continue de travailler à prix réduit pour Bahlsen. Elle obtient une importante commande de peintures murales à la House of Broadcasting de Johannesbourg et retranscrit ses impressions dans des centaines d'aquarelles. Pendant ce temps-là, en Allemagne, son tableau « die Pommernfrauen » figure dans l’exposition nazie « L’Art dégénéré » (1937). En 1939, le rêve africain se termine de manière tragique : un incendie dévaste la maison et l’atelier de Schwichtenberg, où environ 400 œuvres étaient conservées. Elle voyage alors à New York chez les Valentiner, en Italie chez Dr. Johannes Berninger et à Munich. Mais le déclenchement de la guerre l’empêche de quitter le pays : à partir de ce moment, la peintre s’installe dans la Forêt-Noire. Elle séjourne temporairement dans un sanatorium à Glotterbad et lutte contre la dépression et l’alcoolisme, puis habite à Badenweiler ainsi que chez la Comtesse Helen von Stein-Zeppelin au Meyerhof (Laufon, Bâle-Campagne, Suisse). Elle décède finalement peu après la fin de la guerre des suites d’un cancer, à 49 ans. Une partie de son patrimoine est conservée au musée du Land de Schlewig, dans le château de Gottorf (Land du Schleswig-Holstein).

## Style
Le travail de Martel Schwichtenberg est assez hétérogène, tant par ses supports de travail que par les techniques qu’elle utilise.
Ses années au sein de l’entreprise Bahlsen l’ont fait travailler sur :
- papier (affiches)
- verre
- boîte

En tant que peintre, elle s’est essayée à :
- huile sur toile (Sitzender weiblicher Akt vor braunem Vorhang, vers 1930 – 1939)
- huile sur bois (Wintry village, 1923)
- gouache sur papier (Kartoffelleserinnen, vers 1922)
- gouache sur carton (Schwarzwaldlandschaft, vers 1940-45)
- aquarelle (Landschaft mit Bäume, 1933)
- crayon sur papier (Bauersfrau strickend, 1921)
- crayon sur carton (Mann zwischen zwei Frauen, 1920)
- crayon gras sur carte postale (Mädchenkopf, 1921)
- lithographie (Aus Pommern, 1923)
- eau-forte (Pommernfrauen, 1922)
- gravure sur bois (Mutter und Kind, Frau im Profil)
- techniques mixtes (Zwei Figurinen, après 1920)

Par ailleurs, ses influences artistiques sont nombreuses. Si elle adopte au début de sa carrière un style décoratif plat à la manière de l’Art nouveau, elle est rapidement inspirée par l’expressionnisme dès les années 1920, lui faisant développer un style plus constructiviste, mais aussi par la Nouvelle Objectivité à la fin des années 1920 et au début des années 1930. Dans les années 1940, elle s’essaye à l’abstraction avant de tenter, un an avant sa mort, une nouvelle technique avec le monotype. En 1944, elle écrit à Laufon, peu avant sa mort, un « manuscrit dans le style télégraphique (sous le titre Ma vie) », dans lequel elle note : « Une grande avancée [...]. Paysages et images de fleurs. Nouveau procédé d'impression », témoignage d’une retrouvaille de son pouvoir d'expressivité artistique. 

## Postérité
À Hanovre, dans le quartier de Seelhorst, une rue a été nommée en 2009 Martel-Schwichtenberg-Straße en hommage à l’artiste.
À l’occasion de son centième anniversaire en 1996, le musée Bahlsen de Hanovre a présenté un aperçu de ses œuvres graphiques publicitaires. C’est grâce à son activité au sein de Bahlsen que Schwichtenberg n’a pas été complètement oubliée, car en tant que peintre, malgré son succès, elle n’a pas été redécouverte par le grand public, tout comme de nombreux artistes talentueux de sa génération. Certaines de ses œuvres (comme Karneval, Landschaft mit Bäumen, 1933 et Mutter und Kind, 1923) sont en vente mais à des prix relativement faibles. Quelques écrits lui ont été consacrés dans les années 1980-1990.  